# Ојстер Беј Коув (Њујорк)
Ојстер Беј Коув (енгл. Oyster Bay Cove) град је у америчкој савезној држави Њујорк.

## Демографија
По попису из 2010. године број становника је 2.197, што је 65 (-2,9%) становника мање него 2000. године.
| Група             | 2000.         | 2010.         |
| Белци             | 2.024 (89,5%) | 1.910 (86,9%) |
| Афроамериканци    | 40 (1,8%)     | 35 (1,6%)     |
| Азијати           | 135 (6,0%)    | 187 (8,5%)    |
| Хиспаноамериканци | 38 (1,7%)     | 48 (2,2%)     |
| Укупно            | 2.262         | 2.197         |